# Університет штату

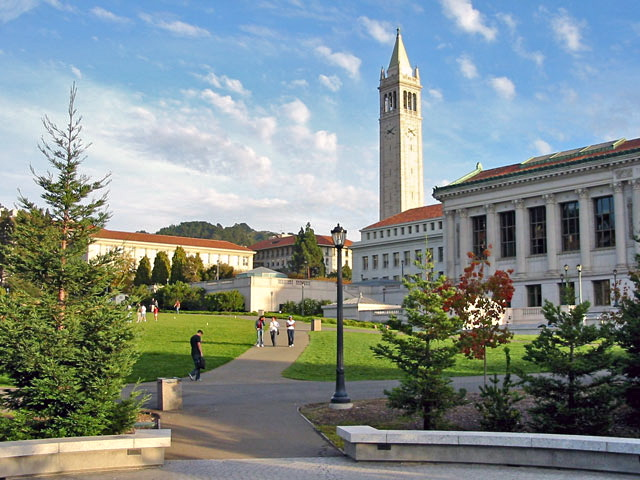
Кампус Каліфорнійського університету в Берклі, одного з найкращих громадських університетів з низки національних та світових рейтингів

Університет штату (англ. State University ) — Тип університету в США, що знаходиться у віданні уряду штату і фінансується із коштів штату (виняток становлять вісім федеральних вузів, які готують офіцерів, співробітників ФБР та ін.).

## Особливості
Зазвичай такий університет надає знижений прохідний бал під час вступу та певні переваги при платі за навчання постійним мешканцям штату, в якому він розташований. Університети штатів дещо поступаються в престижі приватним університетам, зважаючи на бюрократичні зволікання, досить високого числа студентів і як наслідок, великих класів, що не дозволяє викладачам приділяти кожному студенту підвищену увагу. Для університетів штату також характерне велике охоплення освітніх програм (дисциплін), рахунок яким у багатьох вузах йде на кілька сотень.
У кожного штату є щонайменше один університет, який знаходиться у віданні уряду, у багатьох штатах таких університетів або коледжів кілька. Обсяг фінансування, що отримується від штату, становить близько 10-30 % від бюджету навчального закладу. Як правило, значна частина цих коштів йде на підтримку дослідницької роботи. Решта бюджету університетів штату надходить у формі плати за навчання, проживання в гуртожитку на кампусі, навчальну літературу та інших платежів, а також грантів, контрактів та пожертвувань. За такого фінансування стипендії виплачуються переважно із коштів, виділених на дослідницьку роботу та грантів. Студенти перших чотирьох курсів, які прагнуть отримати ступінь бакалавра, зазвичай дослідженнями не займаються, тому вони дуже обмежені у фінансовій допомозі. Інша ситуація зі студентами післявузівської підготовки, які працюють асистентами в рамках дослідницьких грантів і контрактів.
Керують університетами штатів ради опікунів, які звітують безпосередньо перед владою штату. Навчальні заклади у США, на відміну багатьох інших країн світу, не підпорядковуються міністерству освіти.

## Рейтинги
Ряд американських університетів штату з року в рік займають гідні позиції у світових рейтингах, серед них Каліфорнійський університет у Берклі, Лос-Анджелесі, Сан-Дієго, Мічиганський університет, Технологічний інститут Джорджії, Вашингтонський університет, Техаський університет в Остіні та інші.
Рейтинг 25 університетів штату на національному рівні за версією видання US News & World Report:
| №  | Название                                     | Штат              | Город            | Основан | Студентов     |
| -- | -------------------------------------------- | ----------------- | ---------------- | ------- | ------------- |
| 1  | Каліфорнійский університет в Берклі          | Каліфорнія        | Берклі           | 1868    | 35 838        |
| 2  | Каліфорнійский університет в Лос-Анджелесі   | Каліфорнія        | Лос-Анджелес     | 1919    | 39 593        |
| 2  | Вірджинський університет                     | Вірджинія         | Шарлотсвілл      | 1819    | 14 039        |
| 4  | Мічиганський університет                     | Мічиган           | Анн-Арбор        | 1817    | 42 761        |
| 5  | Університет Північної Кароліни в Чапел-Хіллі | Північна Кароліна | Чапел-Гілл       | 1789    | 27 252        |
| 6  | Колледж Вільгельма і Мері                    | Вірджинія         | Вільямсбург      | 1693    | 8200          |
| 7  | Технологічний інститут Джорджії              | Джорджія          | Атланта          | 1885    | 20 487        |
| 8  | Каліфорнійський університет в Сан-Дієго      | Каліфорнія        | Сан-Дієго        | 1960    | 29 324        |
| 9  | Каліфорнійський університет в Девісі         | Каліфорнія        | Девіс            | 1905    | 32 653        |
| 10 | Каліфорнійський університет в Санта-Барбаре  | Каліфорнія        | Санта-Барбара    | 1891    | 22 026        |
| 10 | Вашингтонський університет                   | Вашингтон         | Сіетл            | 1861    | 48 022        |
| 10 | Вісконсинський університет в Мадісоні        | Вісконсин         | Мадісон          | 1848    | 42 099        |
| 13 | Університет штату Пенсільванія               | Пенсільванія      | Юниверсити-Парк  | 1855    | 44 817        |
| 13 | Каліфорнійський університет в Ірвайні        | Каліфорнія        | Ірвайн           | 1965    | 27 481        |
| 13 | Іллінойський університет в Урбане-Шампейне   | Іллінойс          | Урбана и Шампейн | 1867    | 42 605        |
| 13 | Техаський університет в Остіні               | Техас             | Остін            | 1883    | более 51 тыс. |
| 17 | Університет штата Огайо                      | Огайо             | Колумбус         | 1870    | 56 064        |
| 17 | Мерілендський університет в Колледж-Парке    | Меріленд          | Колледж-Парк     | 1856    | 37 642        |
| 19 | Техасский университет A&amp;M                | Техас             | Колледж-Стейшен  | 1871    | более 50 тыс. |
| 19 | Коннектикутський університет                 | Коннектикут       | Сторс            | 1881    | 30 525        |
| 19 | Флоридський університет                      | Флорида           | Гейнсвілл        | 1853    | более 50 тыс. |
| 19 | Піттсбургський університет                   | Пенсільванія      | Піттсбург        | 1787    | 28 766        |
| 23 | Університет Пердью                           | Індіана           | Вест-Лафейетт    | 1869    | 39 726        |
| 23 | Університет Джорджії                         | Джорджія          | Атенс            | 1785    | 34 765        |
| 25 | Клемсонський університет                     | Південна Кароліна | Клемсон          | 1889    | 19 463        |